# Siemion Bogdanow
Siemion Ilijcz Bogdanow, ros. Семён Ильич Богданов (ur. 17 sierpnia?/29 sierpnia 1894 w Petersburgu, zm. 12 marca 1960 w Moskwie) – radziecki dowódca wojskowy, marszałek wojsk pancernych, dowódca wojsk pancernych i zmechanizowanych RKKA (1948–1953), komendant Akademii Wojsk Pancernych (1954–1956), dwukrotny Bohater Związku Radzieckiego (1944, 1945).

## Życiorys
Urodził się w Petersburgu w rodzinie robotniczej. Uczestnik I wojny światowej. W czerwcu 1918 wstąpił do Armii Czerwonej, uczestnik wojny domowej, uczestniczył w tłumieniu powstania tambowskiego oraz w wojnie polsko-bolszewickiej.
Po zakończeniu wojny domowej, w 1923 ukończył Wyższą Wojskową Szkołę Pedagogiczną i zajmował stanowiska sztabowe. W 1930 ukończył wyższy kurs strzelecko-taktyczny i został dowódcą pułku strzeleckiego, a następnie szkolnego pułku zmechanizowanego. W 1936 ukończył kurs przy Wojskowej Akademii Mechanizacji i Motoryzacji. 1 maja 1938 został aresztowany i do 27 października 1939 był osadzony w więzieniu, w grudniu 1939 przywrócono go do służby wojskowej W marcu 1941 został dowódcą 30 Dywizji Pancernej 14 Korpusu Zmechanizowanego Zachodniego Specjalnego Okręgu Wojskowego.
Po ataku Niemiec na ZSRR dowodził w stopniu pułkownika 30 Dywizją Pancerną uczestnicząc w próbie odblokowania broniącej się twierdzy Brześć. W marcu 1942 mianowany dowódcą wojsk pancernych 10 Armii. Od 19 maja 1942 do 7 września 1942 dowódca 12 Korpusu Pancernego. 21 lipca 1942 mianowany generałem majorem. Od 1942 należał do WKP(b). 26 września 1942 został dowódcą 6 Korpusu Zmechanizowanego (9 stycznia 1943 przemianowany na 5 Gwardyjski Korpus Zmechanizowany), którą to funkcję pełnił do 25 lutego 1943, a następnie od 11 marca do 24 sierpnia 1943 dowódca 9 Korpusu Pancernego. 7 lipca 1943 awansował do stopnia generała porucznika.
W sierpniu 1943 został dowódcą 2 Armii Pancernej (20 października 1944 przemianowana na 2 Gwardyjską Armię Pancerną). Jako dowódca armii uczestniczył w walkach pod Moskwą, a następnie w ofensywach wojsk radzieckich, m.in. w operacji orłowskiej (1943), operacji korsuń-szewczenkowskiej, humańsko-botoszańskiej i brzesko-lubelskiej. 
Dowodził armią w walkach na terenie okupowanej Polski, a następnie III Rzeszy, 23 lipca 1944 został ciężko ranny w rejonie Lublina i przez 5 miesięcy przebywał w szpitalu; wrócił na front w styczniu 1945 i wziął udział w operacji wiślańsko-odrzańskiej. Dowodził 2 Gwardyjską Armią Pancerną w czasie likwidacji zgrupowania wojsk niemieckich w rejonie Trzebiatowa, operacji berlińskiej oraz w szturmie Berlina.
11 marca 1944 po raz pierwszy nagrodzony tytułem Bohatera Związku Radzieckiego za dowodzenie armią w walkach pod Humaniem na Ukrainie. 6 kwietnia 1945 po raz drugi nagrodzony tytułem Bohatera Związku Radzieckiego za rozgromienie wojsk niemieckich w rejonie Warszawy, za dowodzenie wojskami w trakcie forsowania Noteci i Odry oraz zajęcia Pomorza Zachodniego, mianowany na stopień generała pułkownika.
Po zakończeniu II wojny światowej nadal dowodził 2 Gwardyjską Armią Pancerną, a 1 czerwca 1945 został mianowany na stopień marszałka wojsk pancernych. W maju 1947 został dowódcą wojsk pancernych radzieckiej Grupy Wojsk Okupacyjnych w Niemczech. W sierpniu 1948 mianowany I zastępcą dowódcy, a w listopadzie 1948 dowódcą wojsk pancernych i zmechanizowanych Armii Radzieckiej, funkcję tę pełnił do 1953. W latach 1953–1954 dowódca 7 Armii Zmechanizowanej, a następnie w latach 1954–1956 komendant Wojskowej Akademii Wojsk Pancernych.
W maju 1956 roku z powodu choroby przeniesiony do rezerwy. Zmarł w dniu 12 marca 1960 roku w Moskwie i został pochowany na Cmentarzu Nowodziewiczym. Jego imieniem nazwano ulicę w Moskwie. W Petersburgu ustawiono jego popiersie.

## Awanse
- gen. mjr wojsk pancernych 21 lipca 1942
- gen. por. wojsk pancernych 7 czerwca 1943
- gen. płk wojsk pancernych 24 kwietnia 1944
- marszałek wojsk pancernych 1 czerwca 1945[5]

## Ordery i odznaczenia
- Medal „Złota Gwiazda” Bohatera Związku Radzieckiego (1944, 1945)
- Order Lenina (dwukrotnie)
- Order Czerwonego Sztandaru (czterokrotnie)
- Order Suworowa I klasy
- Order Suworowa II klasy
- Medal „Za obronę Moskwy”
- Medal „Za obronę Stalingradu”
- Medal „Za zwycięstwo nad Niemcami w Wielkiej Wojnie Ojczyźnianej 1941–1945”
- Medal „Za zdobycie Berlina”
- Medal „Za wyzwolenie Warszawy”
- Krzyż Złoty Orderu Virtuti Militari (Polska Ludowa)
- Order Krzyża Grunwaldu II klasy (Polska Ludowa)
- Order Imperium Brytyjskiego II klasy (Wielka Brytania, 1944)